# 顾霄汉
顾霄汉，浙江绍兴人，是一名清朝政治人物。
顾霄汉曾于1876年接替甘绍盘任崇明县知县一职，1877年由曹文焕接任。